# Ronda (magazine)
Pour les articles homonymes, voir Ronda.
Ronda est un magazine inflight mensuel édité par la compagnie aérienne espagnole Iberia pour être distribué gratuitement à bord de ses avions de ligne pendant leurs vols passagers.